# Qualifying
Der Begriff Zeittraining oder englisch Qualifying bezeichnet im Motorsport die Trainingssitzung zur Ermittlung der Startaufstellung im Rennen. Bei manchen Rennen muss man sich erst mit einer schnellen Rundenzeit für einen Startplatz qualifizieren, da es mehr Teilnehmer als Startplätze gibt. Der schnellste Fahrer startet von der Pole-Position, also dem ersten Startplatz. Je nach Rennserie gibt es verschiedene Modi, die sich aus den folgenden Kern-Modi zusammensetzen.

## Qualifikations-Modi

### Zeittraining
Beim klassischen Zeittraining haben alle Fahrer in einer gewissen Zeit die Möglichkeit, ihre schnellste Runde zu fahren. Dabei können alle Fahrzeuge gleichzeitig auf die Strecke. Teilweise werden die Anzahl der Runden im Zeittraining per Reglement festgelegt. Meist steht den Fahrern auch nur eine begrenzte Anzahl an Reifensätzen zur Verfügung. Bei Langstreckenrennen gibt es häufig auch zwei Zeittrainings, die teilweise an zwei verschiedenen Tagen stattfinden. Es werden aber meist keine Zeiten addiert, sondern es zählt die schnellste Runde für die Startaufstellung.

### Einzelzeitfahren
Beim Einzelzeitfahren hat jeder Pilot nur eine Chance seine Zeit zu fahren. Er ist hierbei allein, bzw. mit genügendem Abstand zu einem anderen Piloten, auf der Rennstrecke unterwegs. In der Regel sind nur zwei bis drei Fahrzeuge auf der Strecke. Während der eine auf seiner fliegenden Runde ist, hat der andere Pilot seine Out-Lap aus der Boxengasse. Dies wird von der Rennleitung zeitlich abgestimmt. Meist hat der Pilot nur eine fliegende Runde zur Verfügung, um eine gezeitete Runde zu fahren. Auf recht kurzen Rennstrecken oder auf Ovalen werden einem aber oft auch zwei fliegende Runden direkt hintereinander gewährt.

### Ausscheidungsverfahren
Das Ausscheidungsverfahren ist ähnlich dem klassischen Zeittraining. Allerdings gibt es hier mehrere Durchgänge. Beim ersten Durchgang starten noch alle Piloten, doch scheiden die mit den langsamsten Zeiten für den nächsten Durchgang aus. Meist werden drei Durchgänge gefahren, bei denen nur die schnellsten Zeiten je Durchgang zählen.

### Qualifikationsrennen
Das Qualifikationsrennen, oder auch Sprintrennen genannt, ist ein Rennen über nur wenige Runden. Teilweise gibt es Rennen mit allen Teilnehmern oder in verschiedenen Startgruppen. Hierbei entscheidet dann die schnellste Zeit des Rennens über die Startaufstellung im Hauptrennen. Möglich sind im Qualifikationsrennen auch noch Boxenstopps. Meist wird ein solches Rennen kurz vor dem Hauptrennen, oder im Anschluss an ein vorhergehendes Qualifying ausgetragen.

## Beispiele

### Formel 1 bis 2002
Die Pole-Position in der Startaufstellung wird üblicherweise im Qualifikationstraining am Samstag vor dem sonntäglichen Rennen ermittelt. Von den 50ern bis in 70er-Jahre hinein starteten die Grand-Prix-Boliden je nach Rennkurs sogar mit drei bis vier Wagen aus der ersten Reihe, wodurch sich der Vorteil der besten Position etwas reduzierte.
Bis Ende 2002 bestand dieses sogenannte Qualifying aus einer einstündigen Session, bei der sowohl die Spritmenge als auch der Zeitpunkt des Einsatzes allen Teams freigestellt war. Dadurch konnten die Teams jeweils die Schwächen ihrer Monoposti kompensieren. Manche Chassis lagen aufgrund ihres Schwerpunkts mitunter mit mehr Benzin an Bord besser, als mit einer (wie eigentlich zu erwarten wäre) geringen Menge. Bis Anfang der 90er-Jahre waren sogar spezielle weiche Gummimischungen der Reifen durch die damaligen Hersteller Goodyear, Pirelli oder Michelin erstellt, die zwar „nur“ drei bis vier Runden hielten, aber für eine einzelne, hervorragend gezeitete Runde vollkommen ausreichten. Ebenso üblich war lange Zeit entweder der Einsatz von besonderen Ausbaustufen der Motoren, die über das im Renneinsatz übliche Drehzahllimit bewegt werden durften, oder noch nicht voll auf dem Teststand geprüfte Aggregate, die für den eigentlichen Renneinsatz jedoch wieder durch die bewährteren Triebwerke ersetzt wurden.
Nach und nach stellte man diese technischen Varianten im Sinne der Kostenreduzierung ein. Eine Besonderheit des Qualifyings sollte jedoch lange bestehen. Da jede Rennstrecke zu Beginn des Rennwochenendes sehr schmutzig oder rutschig ist, und der erforderliche Reifenabrieb für Slicks oder die einstigen Rillenreifen zum Erreichen der optimalen Zeiten noch nicht ausreichend ist, vermieden es die Topteams stets zu Anfang des Trainings, ihre drei bis vier Turns bei den erlaubten zwölf Gesamtrunden zu absolvieren. Dadurch waren gewissermaßen meist die kleineren Teams gezwungen, den „Staubsauger“ für die großen Stars zu spielen, die dann in der Regel erst 20 bis 30 Minuten später in das Geschehen eingriffen.
Folgerichtig war dann das Gedränge in den letzten zehn Minuten einer Session so groß, dass es manchem Piloten schwerfiel, bei einem Dutzend Rennwagen auf der Piste eine ideale Runde zu fahren. Andererseits konnte ein Teamkollege bei manchen Grand Prix seinem Kameraden durchaus einen Windschatten „spendieren“, was zwar nicht gerne gesehen wurde, aber dennoch vom Reglement her erlaubt war. Extreme Formen nahm das Windschattenfahren in einigen Markenpokalen an, bei dem sich zwei vorher verabredete Partner Stoßstange an Stoßstange über die Geraden schoben, und nach einer gewissen Zeit die Rollen wechselten.

### Formel 1 2003 bis 2005
Seit der Formel-1-Weltmeisterschaft 2003 sind die Teams dazu verpflichtet, genau jene Menge Sprit, die sich beim Start des Rennens in den Tanks befindet, bereits beim Qualifikationstraining im Innern des Wagens bereitzuhalten. Ein Nachtanken oder Ablassen des Treibstoffs, wie eine Veränderung des Set-ups, also der grundsätzlichen Einstellungen über Querlenker, Flügeleinstellungen und Fahrwerksdämpfer etc., ist verboten und wird nur in Ausnahmefällen, wenn etwa stark differierende Wetterverhältnisse die Sicherheitsbedenken in den Vordergrund treten lassen, oder ein entsprechendes Chassisteil beschädigt wird, erlaubt. Ein Motorenwechsel ist jedoch untersagt und führt dazu, dass das Fahrzeug um zehn Plätze in der Startaufstellung nach hinten durchgereicht wird.
Seit Beginn der Formel-1-Weltmeisterschaft 2004 entscheidet nicht mehr das Klassement des vorherigen Rennens oder der vorangegangenen Saison über die umgekehrte Startreihenfolge, sondern ein vorheriges Qualifying, bei dem noch der umgekehrte Modus eingesetzt wird, d. h. der Gewinner muss als Erster auf die verschmutzte Piste und findet somit dort die schlechtesten Verhältnisse vor. Der bei diesem ersten Teil des Qualifikationstrainings bestplatzierte Fahrer darf dann im eigentlichen Qualifying als Letzter zu seiner schnellsten Runde starten.
Diese Modi fanden stets ihre Befürworter und Gegner. Tatsache ist jedoch, dass man sich bei dem alten Verfahren insbesondere von Zuschauer- und TV-Seite beklagte, dass in der ersten halben Stunde kaum etwas geboten würde, und sich nun die Stimmen mehren, dass dieses neue Verfahren zu unübersichtlich und langweilig sei. Allerdings ist es gerade für die kleineren Teams interessant, da nun auch ihre Sponsoren formatfüllend präsentiert werden können.
Gerade im Zusammenhang mit dem Grand Prix von Suzuka 2004, als wegen eines Taifuns das Samstags-Qualifying auf den Sonntag verlegt wurde, kamen Stimmen auf, wie etwa die von Jean Todt (Ferrari), die aus Kostengründen die Verkürzung eines Rennwochenendes auf zwei statt bisher drei Tage erwogen. Im Interesse der örtlichen Veranstalter kann dies aber kaum liegen.
In Anbetracht der geringen Überholmöglichkeiten auf vielen Rennkursen der heutigen Motorsport-Ära und ganz besonders bei Sprintrennen über kurze Distanzen wird dem Erreichen der Pole-Position ein hoher Stellenwert eingeräumt, da sie gerne als „die halbe Miete“ für einen eventuellen späteren Sieg angesehen wird.

### Formel 1 ab 2006
Um höhere Zuschauerquoten zu erzielen, wurde der Qualifying-Modus zu Beginn der Saison 2006 in einen dreigeteilten Modus mit Ausscheidungsverfahren geändert, der größtenteils auch noch weiterhin gültig ist:
1. In den ersten 18 Minuten des Qualifyings (Phase 1 bzw. Q1) dürfen alle Fahrer mit der Spritmenge ihrer Wahl starten. Jeder Fahrer darf in dieser Zeit beliebig viele Runden fahren, dabei wird eine Rangliste bezüglich der gefahrenen Rundenzeiten aufgestellt. Die fünf (2010–2012: sieben) schlechtestplatzierten Fahrer dürfen an den folgenden Ausscheidungsrunden nicht mehr teilnehmen, dürfen dafür aber für das Rennen nachtanken.
2. In einem weiteren, 15-minütigen Durchgang (Phase 2 bzw. Q2) werden nach dem gleichen Muster fünf (2010–2012: sieben) weitere Piloten aus dem Starterfeld ausgesiebt, die somit im dritten Durchgang nicht mehr um bessere Startpositionen mitfahren dürfen. Auch sie dürfen für das Rennen nachtanken.
3. Im dritten Durchgang (Phase 3 bzw. Q3) werden innerhalb von 12 Minuten abschließend die Startplätze eins bis zehn ermittelt. Danach dürfen auch diese Piloten nochmals nachtanken, im Rennen ist dies seit 2010 nicht mehr erlaubt.

Während des gesamten Qualifyings herrschen Parc-Fermé-Bedingungen. Dies bedeutet, dass an den Wagen keine technischen Änderungen mehr vorgenommen werden dürfen, ausgenommen die Änderung der Spritmenge und Reifenwechsel innerhalb der ersten 30 Minuten. Piloten, die dabei ihre letzte gezeitete Runde nach Ende des eigentlichen Qualifyings beenden, müssen die so genannte Inlap zu Ende fahren, was ihre Spritkalkulation bzw. das Tankstoppfenster beeinflussen kann.

### DTM
In der DTM gab es 2000 auch erst ein Zeittraining. Dann gab es 2001 und 2002 zusätzlich noch ein Sprintrennen vor dem Hauptrennen. 2003 kombinierte man das Zeittraining mit einem Einzelzeitfahren für die besten zehn Piloten. Seit 2006 gibt es ähnlich wie in der Formel 1 ein Ausscheidungsverfahren, das man 2009 um eine vierte Sektion erweiterte, in der die besten 4 Piloten in einem Einzelzeitfahren um die Poleposition kämpften.
2014 wurde der Qualifying-Modus dem der Formel-1-Weltmeisterschaft angeglichen, damit entfällt das Einzelzeitfahren der schnellsten vier Piloten aus dem dritten Qualifying-Segment. Der Grund für diese Änderung war die Reduzierung der TV-Sendezeit durch die ARD.

### V8-STAR
Bei der V8-Star gab es zusätzlich zum Zeittraining ein Qualifikationsrennen. Es gab mehrere Startgruppen mit je vier Fahrzeugen. Gefahren wurden nur zwei Runden zwischen denen die Boxengasse angesteuert wurde und ein Boxenstopp absolviert werden musste. Die Zeit für dieses Rennen entschied über die Startaufstellung.

## Andere Sportarten
Der Begriff „Qualifying“ wird darüber hinaus in der englischen Sprache auch bei anderen Sportarten, wie z. B. Fußball bei einer Qualifikation zu einer Welt- oder Europameisterschaft verwendet.